# Pentti Kalaja
Pentti Kaarlo Johannes Kalaja, född 15 september 1906 i Uleåborg, död 20 maj 1992, var en finländsk geodet. 
Kalaja, som var son till prosten Hugo Alfred Kalaja (till 1907 Lindblom) och Aina Irene Ahlgren, blev student 1925, filosofie kandidat och filosofie magister 1932, filosofie licentiat 1942 och filosofie doktor 1945. Han var assistent vid Geodetiska institutet 1929–1933, yngre statsgeodet 1933–1956, tillförordnad äldre statsgeodet 1951–1955, äldre statsgeodet och professor 1957–1963 samt biträdande stadsdirektör för personal- och socialärenden i Helsingfors 1963–1969. 
Kalaja var extra ordinarie lärare i lantmäteri vid Helsingfors universitet från 1935 samt geodet, ledamot eller teknisk kommittéordförande vid fem gränsregleringar mot Sovjetunionen och Norge 1940–1950. Han skötte föreläsningsplikten för professuren i geodesi vid Tekniska högskolan 1951–1952 och var ledamot av solförmörkelseexpeditioner 1945 och 1954. Han var sekreterare 1953–1956 och kontaktman för Finlands medlemsgrupp 1956–1963, i Nordiska kommissionen för geodesi. Han blev forskarmedlem i Geografiska sällskapet i Finland 1947.
Kalaja var medlem i olika statskommittéer och i rådgivande kommissionen för tjänstemannaärenden 1956–1965. Han var sekreterare 1929–1949, viceordförande 1949–1956 och ordförande 1956–1964 i Astronomiska föreningen Ursa, styrelsemedlem 1930–1933 och ordförande 1933 i studentkåren vid Helsingfors universitet, kurator för Karjalainen osakunta 1933, sekreterare 1934–1944 och ordförande 1956–1962 i dess seniorförening, ordförande i Tjänstemannaföreningen för statens vetenskapliga institut 1947–1960, i Tjänstemannaorganisationernas centralförbund 1957–1963, i Helsingin Kansallisseura 1961–1964, i Helsingfors stads industrinämnd 1961–1963, viceordförande i Tjänstemannaförbundet 1953–1963 och medlem av stadsfullmäktige i Helsingfors 1961–1963. 